# ميليان زكيتش
ميليان زكيتش مواليد 12 يوليو 1988، هو لاعب كرة مضرب صربي، يحتل حالياً المرتبة 239 (7 مارس 2016) في تصنيف رابطة محترفي كرة المضرب. أعلى تصنيف له في الفردي كان المركز الـ 239 في سنة 2016. أعلى تصنيف له في الزوجي كان 269.

## روابط خارجية
- ميليان زكيتش على موقع رابطة محترفي التنس (الإنجليزية)
- ميليان زكيتش على موقع الاتحاد الدولي لكرة المضرب (الإنجليزية)
- ميليان زكيتش على موقع كأس ديفيز (الإنجليزية)
- ميليان زكيتش على موقع خلاصة التنس.كوم (الإنجليزية)